# 사포터우구

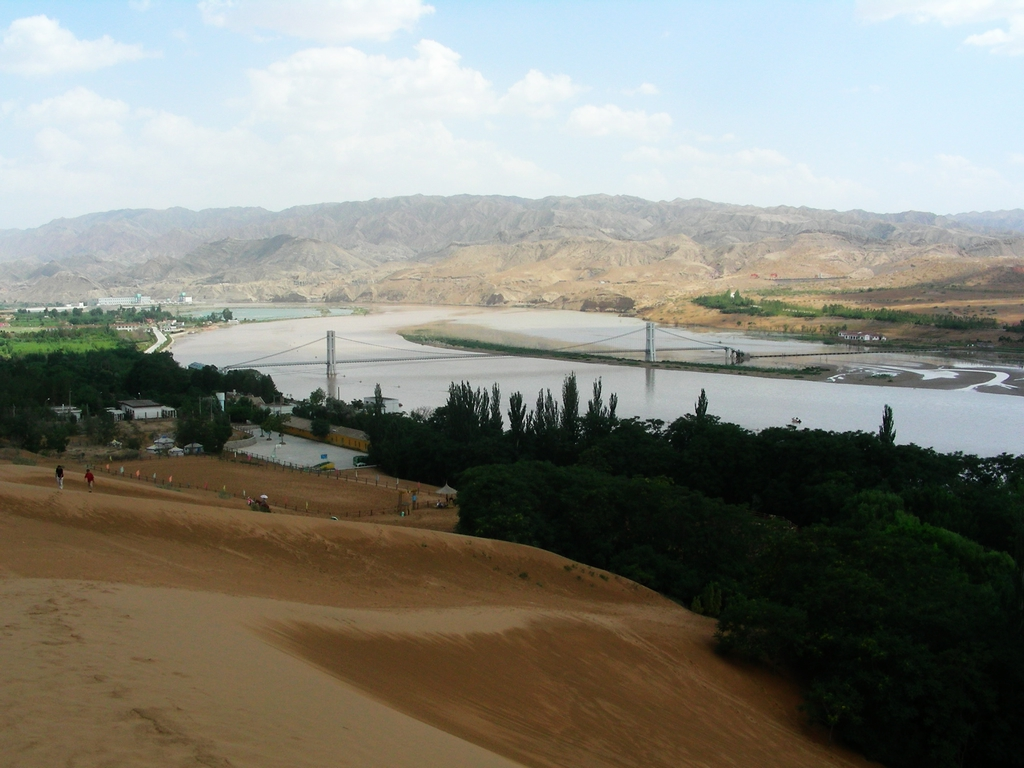

사포터우구(한국어: 사파두구, 중국어: 沙坡头区, 병음: Shāpōtóu Qū)는 중화인민공화국 닝샤 후이족 자치구 중웨이 시의 현급 행정구역으로 텅거리 사막으로 유명하다. 넓이는 6,876km2이고, 인구는 2007년 기준으로 390,000명이다.
이곳은 세계적으로 유명한 사포터우 사막 실험 연구소가 있는 곳이다. 연구소는 황하 기슭의 모래 언덕의 남쪽 끝에 위치한다. 연구하는 것들로는 모래 언덕을 고정시켜 목초지로 사용하는 것 등이 포함된다. 이 지역은 1950년대에 모래 언덕을 고정시켜 현재 과일과 포도나무 재배에 사용하고 있다.
이 지역의 모래 언덕 고정화는 모래에 묻혀 단선된 트랜스 아시아 바오란 철도를 복구하는데 필요하다.

## 기후
연평균 기온은 8.8°C이다. 연강수량은 176.9mm, 연증발량은 1,829.6mm이다. 무상일수는 167일이며 연일조시간은 2,870시간이다.

## 행정 구역
10개 진, 2개 향을 관할한다.
- 진: 滨河镇 , 文昌镇 , 东园镇 , 柔远镇 , 镇罗镇 , 宣和镇 , 永康镇 , 常乐镇 , 迎水桥镇 , 兴仁镇
- 향: 香山乡 , 蒿川乡